# Кируи, Исмаэль
Исмаэль Кируи — кенийский бегун на длинные дистанции. Двукратный чемпион мира в беге на 5000 метров. Является самым молодым чемпионом мира по лёгкой атлетике за всю историю. Победитель пробега Carlsbad 5000 1995 года. Серебряный призёр чемпионата мира среди юниоров 1990 года на дистанции 10 000 метров и серебряный призёр чемпионата мира среди юниоров 1992 года в беге на 5000 метров. Двукратный чемпион мира по кроссу 1992 года в личном первенстве и командном зачёте среди юниоров. Занял 2-е место на чемпионате мира по кроссу 1995 года.
Его двоюродным братом является Мозес Киптануи, а родным братом Ричард Челимо. 